# Câmara dos Representantes de Washington

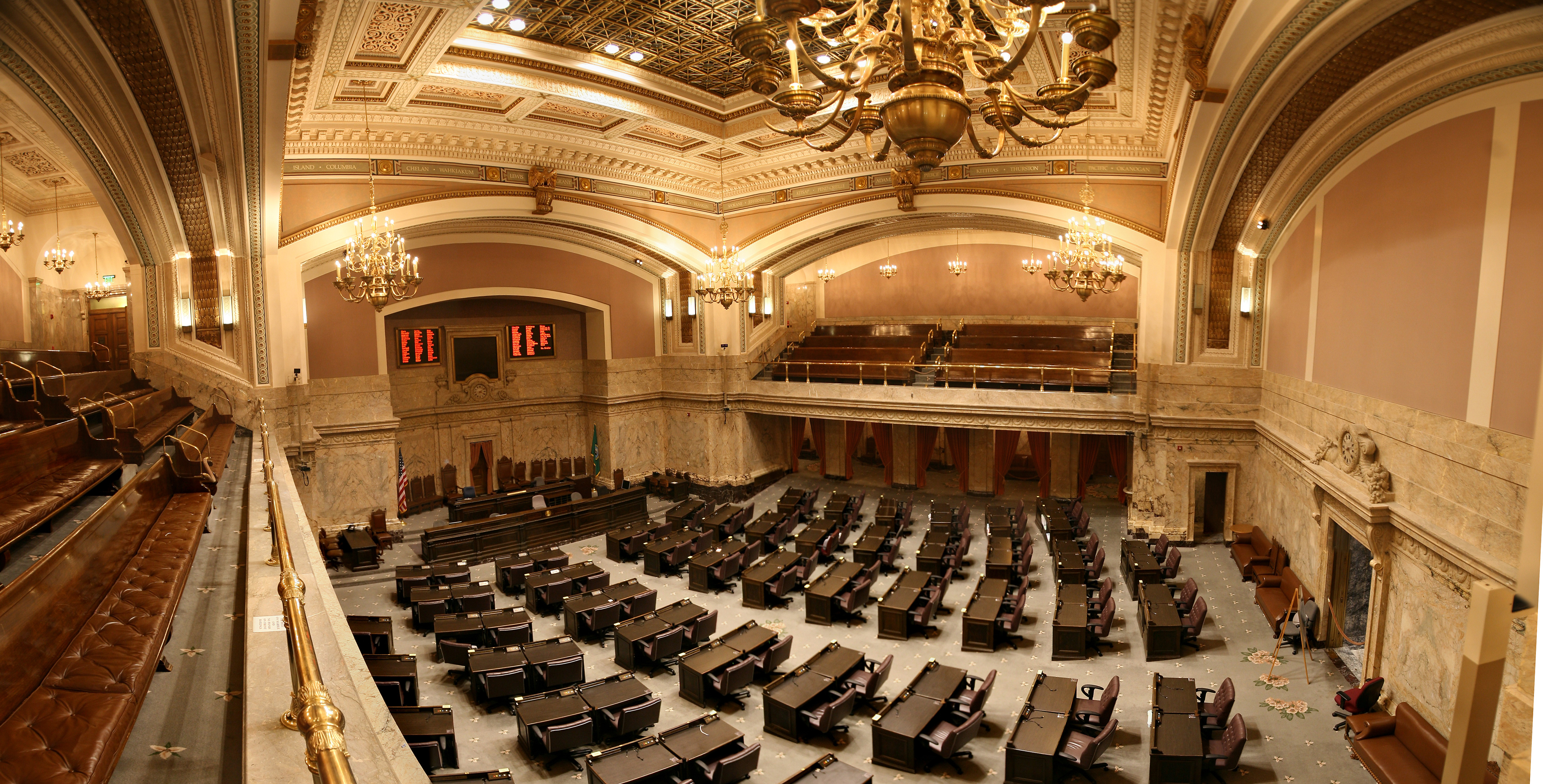
Edifício Legislativo

A Câmara dos Representantes de Washington (ou Casa dos Representantes de Washington)  é a câmara baixa do Legislativo Estadual de Washington, composto pelo Senado Estadual e pela Câmara dos Representantes. É composta por 98 representantes oriundos de 49 distritos, cada um dos quais elege dois membros. Todos os membros da Assembleia são eleitos para um mandato de dois anos sem limites de prazo. A casa atende no edifício legislativo, em Olympia.

## Relação de Representantes
| Distrito | Representante        | Partido     |
| -------- | -------------------- | ----------- |
| 1        | Al O´Brien           | Democrata   |
| 1        | Mark Ericks          | Democrata   |
| 2        | Jim McCune           | Republicano |
| 2        | Tom Campbell         | Republicano |
| 3        | Alex Wood            | Democrata   |
| 3        | Timm Ormsby          | Republicano |
| 4        | Larry Crouse         | Republicano |
| 4        | Matthew Shea         | Republicano |
| 5        | Jay Rodne            | Republicano |
| 5        | Glenn Anderson       | Republicano |
| 6        | John Driscoll        | Democrata   |
| 6        | Kevin Parker         | Republicano |
| 7        | Shelly Short         | Republicano |
| 7        | Joel Kretz           | Republicano |
| 8        | Brad Klippert        | Republicano |
| 8        | Larry Haler          | Republicano |
| 9        | Don Cox              | Republicano |
| 9        | Joe Schmick          | Republicano |
| 10       | Norma Smith          | Republicano |
| 10       | Barbara Bailey       | Republicano |
| 11       | Zack Hudgins         | Democrata   |
| 11       | Bob Hasegawa         | Democrata   |
| 12       | Cary Condotta        | Republicano |
| 12       | Mike Armstrong       | Republicano |
| 13       | Judy Warnick         | Republicano |
| 13       | Bill Hinkle          | Republicano |
| 14       | Norm Johnson         | Republicano |
| 14       | Charles Ross         | Republicano |
| 15       | Bruce Chandler       | Republicano |
| 15       | David Taylor         | Republicano |
| 16       | Maureen Walsh        | Republicano |
| 16       | Laura Grant          | Democrata   |
| 17       | Tim Probst           | Democrata   |
| 17       | Deb Wallace          | Democrata   |
| 18       | Jamie Herrera        | Republicano |
| 18       | Ed Orcutt            | Republicano |
| 19       | Dean Takko           | Democrata   |
| 19       | Brian Blake          | Democrata   |
| 20       | Richard DeBolt       | Republicano |
| 20       | Gary Alexander       | Republicano |
| 21       | Mary Helen Roberts   | Democrata   |
| 21       | Marko Liias          | Democrata   |
| 22       | Brendan Williams     | Democrata   |
| 22       | Sam Hunt             | Democrata   |
| 23       | Sherry Appleton      | Democrata   |
| 23       | Christine Rolfes     | Democrata   |
| 24       | Kevin Van De Wege    | Democrata   |
| 24       | Lynn Kessler         | Democrata   |
| 25       | Bruce Dammeier       | Republicano |
| 25       | Dawn Morrell         | Democrata   |
| 26       | Jan Angel            | Republicano |
| 26       | Larry Seaquist       | Democrata   |
| 27       | Dennis Flannigan     | Democrata   |
| 27       | Jeannie Darneille    | Democrata   |
| 28       | Troy Kelley          | Democrata   |
| 28       | Tami Green           | Democrata   |
| 29       | Steve Conway         | Democrata   |
| 29       | Steve Kirby          | Democrata   |
| 30       | Mark Miloscia        | Democrata   |
| 30       | Skip Priest          | Republicano |
| 31       | Dan Roach            | Republicano |
| 31       | Christopher Hurst    | Democrata   |
| 32       | Maralyn Chase        | Democrata   |
| 32       | Ruth Kagi            | Democrata   |
| 33       | Tina Orwall          | Democrata   |
| 33       | Dave Upthegrove      | Democrata   |
| 34       | Eileen Cody          | Democrata   |
| 34       | Sharon Nelson        | Democrata   |
| 35       | Kathy Haigh          | Democrata   |
| 35       | Fred Finn            | Democrata   |
| 36       | Reuven Carlyle       | Democrata   |
| 36       | Mary Lou Dickerson   | Democrata   |
| 37       | Sharon Tomiko Santos | Democrata   |
| 37       | Eric Pettigrew       | Democrata   |
| 38       | John McCoy           | Democrata   |
| 38       | Mike Sells           | Democrata   |
| 39       | Dan Kristiansen      | Republicano |
| 39       | Kirk Pearson         | Republicano |
| 40       | Dave Quall           | Democrata   |
| 40       | Jeff Morris          | Democrata   |
| 41       | Marcie Maxwell       | Democrata   |
| 41       | Judy Clibborn        | Democrata   |
| 42       | Doug Ericksen        | Republicano |
| 42       | Kelli Linville       | Democrata   |
| 43       | Jamie Pedersen       | Democrata   |
| 43       | Frank Chopp          | Democrata   |
| 44       | Hans Dunshee         | Democrata   |
| 44       | Mike Hope            | Republicano |
| 45       | Roger Goodman        | Democrata   |
| 45       | Larry Springer       | Democrata   |
| 46       | Scott White          | Democrata   |
| 46       | Phyllis Kenney       | Democrata   |
| 47       | Geoff Simpson        | Democrata   |
| 47       | Pat Sullivan         | Democrata   |
| 48       | Ross Hunter          | Democrata   |
| 48       | Deborah Eddy         | Democrata   |
| 49       | Jim Jacks            | Democrata   |
| 49       | Jim Moeller          | Democrata   |